# نيك فلين
نيك فلين (بالإنجليزية: Nick Flynn)‏‏ (26 يناير 1960 - ) كاتب، وكاتب سيناريو، وروائي، وكاتب قصص قصيرة، وكاتب مذكرات من الولايات المتحدة.

## الجوائز
- زمالة غوغنهايم